# Конко (Вьетнам)
Конко (вьет. Cồn Cỏ) — небольшой остров в Восточном море, относящийся к провинции Куангчи в центральном Вьетнаме. Площадь острова раньше составляла около 4 км², сейчас около 2,2 км². В административном отношении остров Конко одновременно является островным уездом Конко провинции Куангчи.

## География
Конко находится в 27 км к востоку от мыса Лай и расположен на 17° 10' северной широты и 107° 21' восточной долготы. До образования островного округа Конко остров принадлежал общине Винькуанг, уезд Виньлинь, провинция Куангчи. Остров имеет важное значение как точка отсчёта исходной линии вьетнамских территориальных вод.

## История

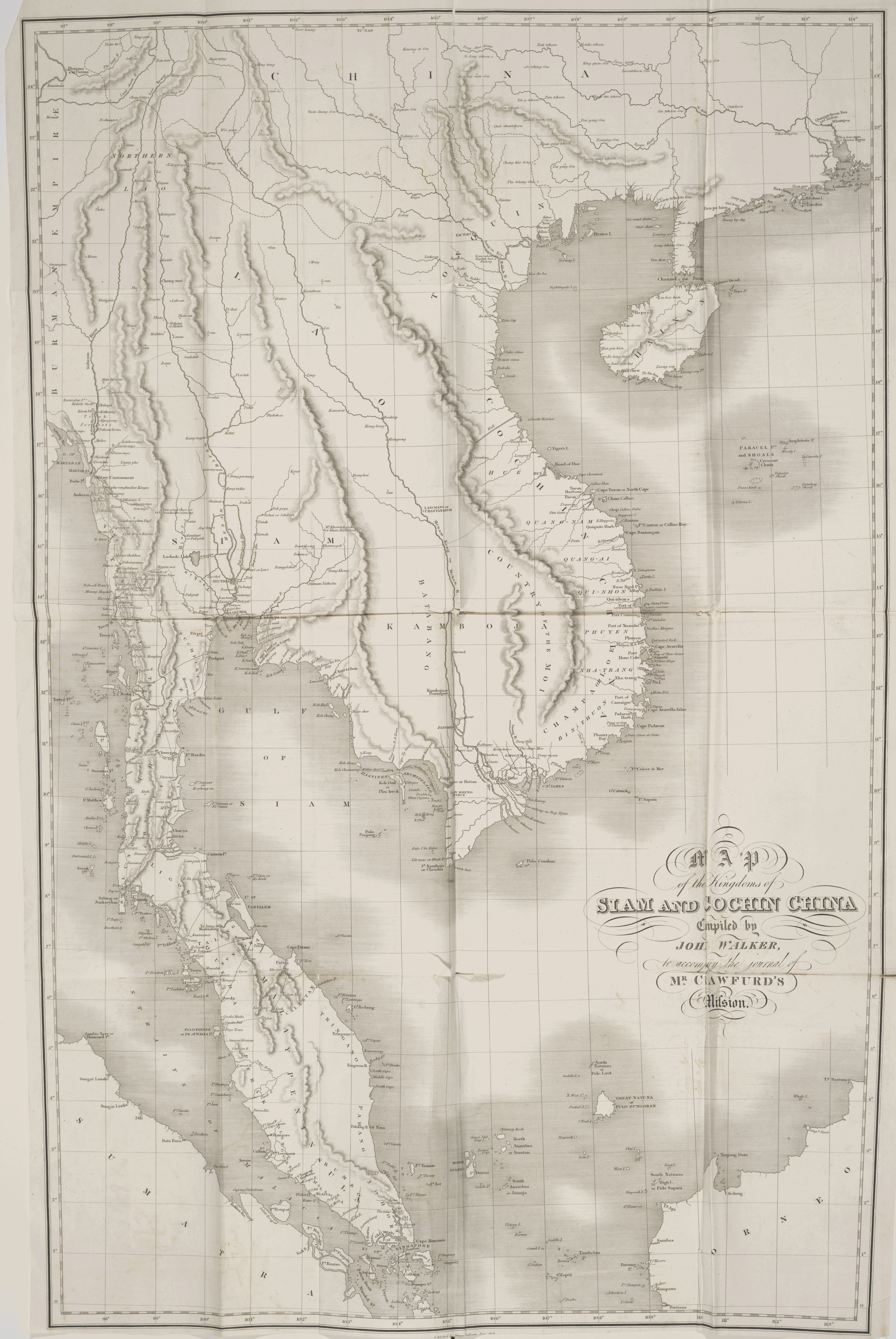
Карта Сиама и Кохинхины (1820 — 1829 годах). Рисунок Джона Кроуфорда.

В районе Беннге на острове археологами были найдены каменные орудия древнего каменного человека возрастом более десяти тысяч лет. В первые века до нашей эры Конко был местом, которое посещали жители Тямпы.
В XVII — XVIII веках жители Дайвьета также останавливались на Конко во время путешествия по торговым маршрутам. Это подтверждают археологические находки в районе Бенчан в июле 1994 года.
В зарубежных документах и картах, таких как Dictionarium Anamitico-Latinum (1838) или Карта Сиама и Кохинхины (1820—1829) Джона Кроуфорда, Конко называется Хонкo, Tigris Insula, остров Тигра (остров Коп или остров Хо).
Остров Конко был выделен в отдельный уезд Постановлением № 174/2004/NĐ-CP от 1 октября 2004 года. 18 апреля 2005 года власти провинции провели церемонию создания нового уезда.

## Администрация
Уезд не разделён на общины. Действует волонтерский Молодежный центр с 13 домохозяйствами. В состав администрации уезда входят райком, Народный Совет, Народный комитет, Комитет Отечественного фронта и другие организации. На острове функционируют центр туристических услуг, детский сад, пограничная застава, радарная станция.

## Инфраструктура
В ноябре 2015 года Народный комитет провинции Куангчи совместно с Министерством образования Вьетнама организовал открытие детского сада и начальной школы Хоафонгба. Это первая постоянная школа, построенная на острове с тех пор, как он был преобразован из военного острова в гражданский. Объём инвестиций в строительство школы составил около 5 миллиардов донгов, деньги были выделены нефтедобывающей компанией PV Drilling.